# Xã Beaulieu, Quận Pembina, Bắc Dakota
Xã Beaulieu (tiếng Anh: Beaulieu Township) là một xã thuộc quận Pembina, tiểu bang Bắc Dakota, Hoa Kỳ. Năm 2010, dân số của xã này là 155 người.